# James Kingston Tuckey
James Kingston Tuckey (Mallow, agosto de 1776-  Moanda, 4 de octubre de 1816) fue un capitán de la Royal Navy y explorador británico, recordado por haber dirigido una fallida expedición al río Congo en la que perdió la vida.

## Biografía
Hizo su inicio militar contra los neerlandeses y los franceses en la India y Ceilán, también combatió contra los franceses en el mar Rojo. En 1802 ayudó a expandir la colonia británica de Nueva Gales del Sur en Australia. En 1805, cuando escoltaba una convoy inglés desde la isla de Santa Helena, fue apresado por los franceses, permaneciendo encarcelado nueve años. Durante su cautiverio escribió Maritime Geography and Statistics, obra en la que ofrecía una visión integra de los diferentes fenómenos del océano. 
En el año 1816, trató de explorar el río Congo en una expedición organizada por el Almirantazgo británico, que tenía por objeto la exploración del río e investigar si existía una conexión con la cuenca del río Níger, lo que conectaría el África occidental y el África central. 
Tuckey navegó desde su desembocadura, pero constató que la parte inicial del río no era navegable debido a los rápidos existentes, posteriormente llamados cataratas Livingstone, sobre Matadi, a 160 km del mar. Sólo encontró ruinas de colonias portuguesas y misioneros católicos moribundos. Propuso enviar misioneros protestantes al Congo. Exploró río arriba, hasta llegar a 480 km del mar. La mayoría de sus oficiales y tripulación murieron de fiebre, y el mismo Tuckey murió en octubre de 1816 en Moanda, en la coste de la actual República Democrática del Congo. 
La expedición fue un fracaso pero concitó el interés de la exploración del continente africano.

## En la Ciencia
- La abreviatura «Tuckey» se emplea para indicar a James Kingston Tuckey como autoridad en la descripción y clasificación científica de los vegetales.[1]